# Grawitacyjna całka działania
Równania ogólnej teorii względności są konsekwencją minimum funkcjonału (całka działania) ze względu na metrykę czasoprzestrzeni {\displaystyle g_{\mu \nu }.} Funkcjonał ten ma postać
{\displaystyle S[g_{\mu \nu }]=\int d^{4}xeL,}
gdzie {\displaystyle e} związane jest z przejściem do krzywoliniowego układu współrzędnych
{\displaystyle e=\det[e_{\mu }^{a}]=(-\det[g_{\mu \nu }])^{\frac {1}{2}},}
{\displaystyle L} jest funkcją Lagrange’a, składającą się z dwóch części – grawitacyjnej – opisującej geometrię czasoprzestrzeni i funkcji Lagrange’a materii (wszystko co nie jest grawitacją)
{\displaystyle L=L_{g}+L_{m}.}
Funkcja Lagrange’a grawitacji powinna zależeć jedynie od niezmienników opisujących geometrię czasoprzestrzeni. Takim niezmiennikiem jest skalar krzywizny R. Teoria Einsteina odpowiada najprostszej liniowej realizacji:
{\displaystyle L_{g}=-{\frac {1}{2\kappa }}(R-2\Lambda ).}
Stałe {\displaystyle \kappa } i {\displaystyle \Lambda } są stałymi teorii. Stałą {\displaystyle \kappa } definiuje się tak, by nastąpiła zgodność z teorią grawitacji Newtona. {\displaystyle \Lambda } jest stałą kosmologiczną.
Wariacja całki działania
{\displaystyle {\frac {\delta S}{\delta g^{\mu \nu }}}=0}
względem tensora metrycznego {\displaystyle (g^{\mu \nu })} daje równania Einsteina
{\displaystyle R_{\mu \nu }-{\frac {1}{2}}g_{\mu \nu }R+\Lambda g_{\mu \nu }=-\kappa T_{\mu \nu },}
definiując tensor energii-pędu.